# Phúc Trường An
Phúc Trường An (tiếng Mãn: ᡶᡠᠴᠠᠩᡤᠠᠨ, Möllendorff: fucanggan, Abkai: Fuqanggan, giản thể: 福长安; phồn thể: 福長安, 1760 – 1817), tự Thành Trai (誠齋), là tướng lĩnh của nhà Thanh dưới thời Thanh Cao Tông Càn Long.

## Thân thế
Ông là con trai út của Đại học sĩ Phó Hằng và là em trai của Phúc Khang An, xuất thân từ đại gia tộc Phú Sát thị, thuộc Mãn Châu Tương Hoàng kỳ. Ông gọi Càn Long Đế là dượng vì cô của ông là Hiếu Hiền Thuần Hoàng hậu Phú Sát thị là vợ nguyên phối của Càn Long. Cũng giống như anh trai Phúc Khang An, ông từ nhỏ được Càn Long Đế cho vào cung dưỡng dục, sau này ban đầu ông được thụ chức Lam Linh Thị vệ rồi thăng làm Phó Đô thống Mãn Châu Chính Hồng kỳ, làm việc trong Nội vụ phủ.

## Cuộc đời

### Sủng thần thời Càn Long

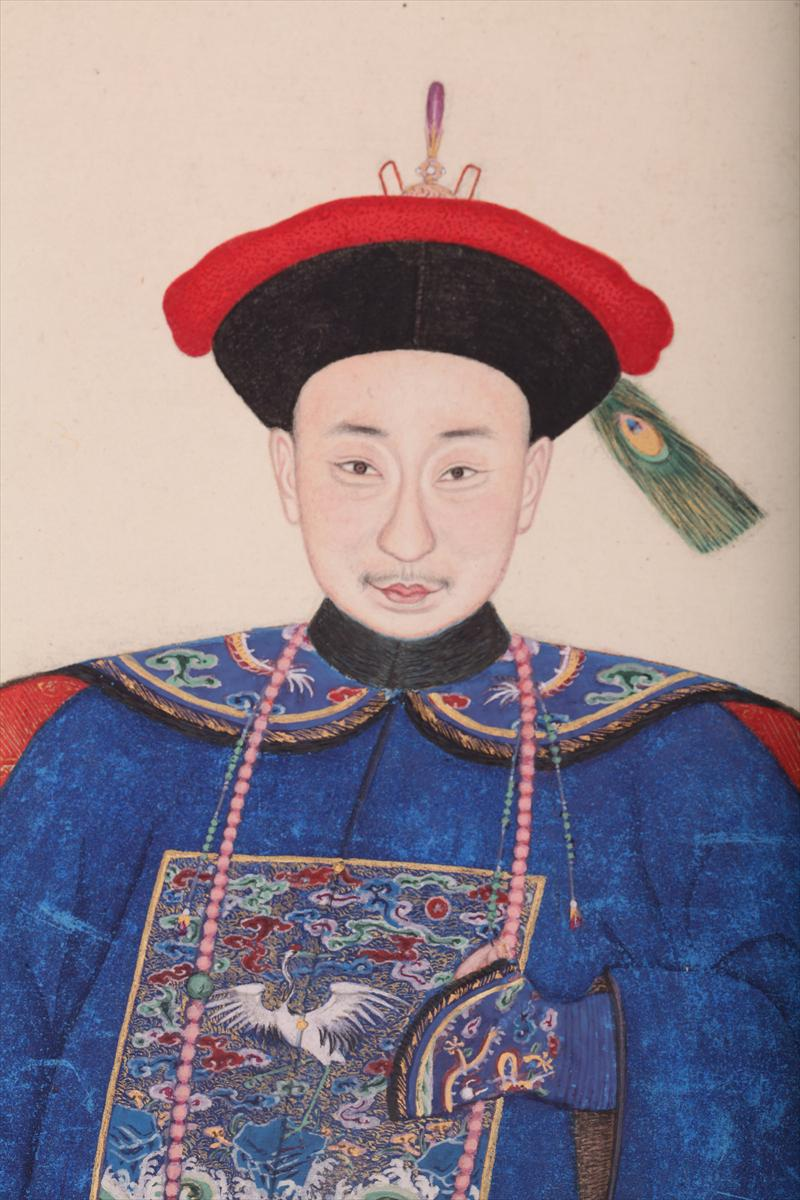
Phúc Trường An

Năm Càn Long thứ 40 (1775), ông nhậm chức Lam Linh Thị vệ. Cùng năm thăng Tam đẳng Thị vệ. Năm thứ 41 (1776), ông được thăng làm Đầu đẳng Thị vệ. Năm thứ 43 (1778), Võ bị viện Khanh. Năm thứ 44 (1779), ông quản lý thuế vụ của Hữu dực, được thăng làm Phó Đô thống Hán quân Chính Hoàng kỳ, không lâu sau lại điều làm Phó Đô thống Mãn Châu Chính Hồng kỳ. Sang tháng 10 cùng năm, ông được thay quyền Công bộ Hữu Thị lang.
Năm thứ 45 (1780), tháng giêng, ông nhận mệnh vào Quân cơ xứ học tập hành tẩu. Cùng năm, ông nhậm chức Tổng quản Nội vụ phủ Đại thần. Không lâu sau, ông chính thức trở thành Quân cơ đại thần, kiêm Hộ bộ hữu Thị lang quản lý sự vụ tiễn pháp. Cũng trong năm này, ông được cho phép cưỡi ngựa trong Tử Cấm Thành. Năm thứ 46 (1781), ông thay quyền Công bộ Thượng thư. Năm thứ 47 (1782), tiếp tục thay quyền Mân Chiết Tổng đốc, Công bộ Thị lang.
Năm thứ 48 (1783), ông được điều làm Hộ bộ Tả Thị lang, thay quyền Binh bộ Thượng thư. Năm thứ 49 (1784), tháng 5, nhậm chức Loan nghi vệ Chưởng vệ sự Đại thần (鑾儀衛掌衛事大臣). Tháng 6 cùng năm, ông được gia ân chức Nội đại thần (內大臣) và Ngự tiền Đại thần. Cũng trong năm này, ông quản lý Ngự trà thiện phòng. Năm thứ 51 (1786), tháng 7, ông được thăng làm Hộ bộ Thượng thư. Tháng 12 cùng năm, ông được thăng làm Đô thống Mông Cổ Tương Hồng kỳ. Năm thứ 52 (1787), ông thay quyền Binh bộ Thượng thư, trở thành Nghị chính đại thần. Cũng trong năm này, ông thay quyền Công bộ Thượng thư, sau đó chính thức nhậm chức. Năm thứ 53 (1788), sau khi Đài Loan được bình định xong, ông ngày đêm không ngủ, bản thân chăm chỉ bàn bạc với các Bộ. Tháng 3 cùng năm, ông được điều từ Đô thống Mông Cổ Tương Hồng kỳ sang làm Đô thống Mãn Châu Chính Hồng kỳ.
Năm thứ 54 (1789), ông tiếp quản thuế vụ của Sùng Văn Môn, thay quyền Binh bộ Thượng thư. Năm thứ 55 (1790), ông cùng với Đại học sĩ Vương Kiệt, Thượng thư Bành Nguyên Thuỵ (彭元瑞), Đổng Cáo (董誥), Hồ Quý Đường (胡季堂), Tướng quân Bảo Ninh (保甯) nhận lệnh xuất quân bảo vệ biên cương. Sau đó ông được gia phong tước Thái tử Thiếu bảo (太子少保). Năm thứ 56 (1781), ông một lần nữa nhậm Hộ bộ Thượng thư, thay quyền Công bộ Thượng thư. Năm thứ 57 (1792), sau khi bình định Khuếch Nhĩ Khách, ông được liệt vào các công thần dưới thời Càn Long, tranh của ông được đem vào treo trong Tử Quang Các. Năm thứ 59 (1794), ông được điều sang làm Đô thống Mãn Châu Tương Bạch kỳ.

### Bị giáng chức thời Gia Khánh
Năm Gia Khánh thứ 2, ông được điều làm Đô thống Mãn Châu Chính Bạch kỳ. Năm thứ 3 (1798), Thái Thượng hoàng Càn Long lệnh cho Gia Khánh Đế gia phong cho ông tước Nhất đẳng Thành Tĩnh hầu (一等诚靖侯), theo lệ con cháu có quyền kế tục. Năm thứ 4 (1799), ông bị Gia Khánh Đế buộc tội hùa theo Hòa Thân mà tham nhũng của cải, đáng lẽ bị xử trảm cùng với Hòa Thân. Nhưng Gia Khánh Đế mệnh cho ông quỳ xem cảnh Hòa Thân tự mình thắt cổ tự vẫn để làm gương. Sau đó ông nhậm chức Dụ lăng Viên ngoại lang, bị sung vào cảnh quân trông coi Dụ lăng của Càn Long Đế, chịu sự giáo huấn của Bái Đường A (拜唐阿). Năm thứ 6 (1801), ông lấy lý do thân thể không khỏe nên thỉnh cầu hồi kinh, Gia Khánh Đế giận dữ chỉ trích ông chưa hết tâm tận lực nên cách chức của ông.
Năm thứ 7 (1802), ông được phục chức vào Kiêu kỵ giáo. 1 năm sau thăng làm Hưng Kinh thành Thủ úy. Năm thứ 10 (1805), ông tiến vào quân đội phòng ngự Thịnh Kinh, cùng năm được phục phong Nhị đẳng Thị vệ. Năm thứ 11 (1806), ông nhận mệnh làm Bãi săn Tổng quản, được ban cho mũ mão Tam phẩm và Hoa linh. Năm thứ 12 (1807), ông được điều làm Nhiệt Hà Phó Đô thống. Năm thứ 13 (1808), kiêm chức Thự cổ Bắc khấu Đề đốc (署古北口提督). Năm thứ 14 (1809), ông nhậm chức Tổng binh Mã Lan Trấn (馬蘭鎮) kiêm Tổng quản Nội vụ phủ đại thần (總管內務府大臣). Năm thứ 18 (1813), lại nhậm chức Thự cổ Bắc khấu Đề đốc (署古北口提督), nhân sự kiện Thiên lý giáo, được thưởng thêm một bậc. Sau đó ông lại phụng mệnh dẫn quân hiệp trợ Tổng đốc Trực Lệ Ôn Thừa Huệ (溫承惠) tiêu diệt bình định tặc. Năm thứ 20 (1815), ông được thăng Phó Đô thống Hán quân Chính Hoàng kỳ, quản lý sự vụ Kiện Duệ doanh. Năm thứ 21 (1816), điều làm Phó Đô thống Mãn Châu Chính Lam kỳ. Năm thứ 22 (1817), ông được ban hàm Đô thống. Không lâu sau, ông qua đời, thọ 57 tuổi.

## Gia quyến
- Cha: Nhất đẳng Trung Dũng công Phó Hằng.
- Đích mẫu: Na Lạp thị, đích thê của Phó Hằng, chị gái của Thư phi.
- Sinh mẫu: Lý thị, thiếp thất của Phó Hằng.[26]
- Em vợ: Trạm Lộ (湛露), tự Cát Vân (吉云), người Mãn Châu Tương Bạch kỳ.[27]
- Thê thiếp: Không rõ

### Hậu duệ
- Con trai

1. Tích Lân (錫麟; ? – ?), được cho làm con thừa tự của Phúc Linh An – anh trai của Phúc Trường An.
  - Con gái: Phú Sát thị, Đích thê của Phong Thọ (丰寿) – cháu nội của Duệ Cung Thân vương Thuần Dĩnh, con trai thứ 6 của Trấn quốc Tướng quân, Hiệp bạn Đại học sĩ Hi Ân[28].
2. Đức Lặc Khắc Ni Mã (德勒克尼瑪; ? – ?).

- Con gái: Phú Sát thị, Đích thê của Phụng ân Trấn quốc công Vĩnh Khang (永康) – cháu nội của Thành Bối lặc Dận Kỳ.[29]